# Mesosemia umbria
Mesosemia umbria är en fjärilsart som beskrevs av Hans Ferdinand Emil Julius Stichel 1926. Mesosemia umbria ingår i släktet Mesosemia och familjen Riodinidae. Inga underarter finns listade i Catalogue of Life.